# Life (Schiff)
Die Life ist ein ehemaliger Fischkutter, welcher von 2017 bis 2018 unter dem Namen Seefuchs für den Verein Sea-Eye aus Regensburg im Mittelmeer als Seenotrettungsschiff im Einsatz zwischen Malta und Libyen war. Im Jahr 2019 wurde das Schiff an die spanische Organisation Proem Aid verschenkt.
Vor ihrem Einsatz als Seenotretter war die Seefuchs lange Jahre im Museumshafen Greifswald als Museums- beziehungsweise Traditionsschiff beheimatet. Schwesterschiff ist die ebenfalls von Sea-Eye eingesetzte Sea-Eye.

## Geschichte

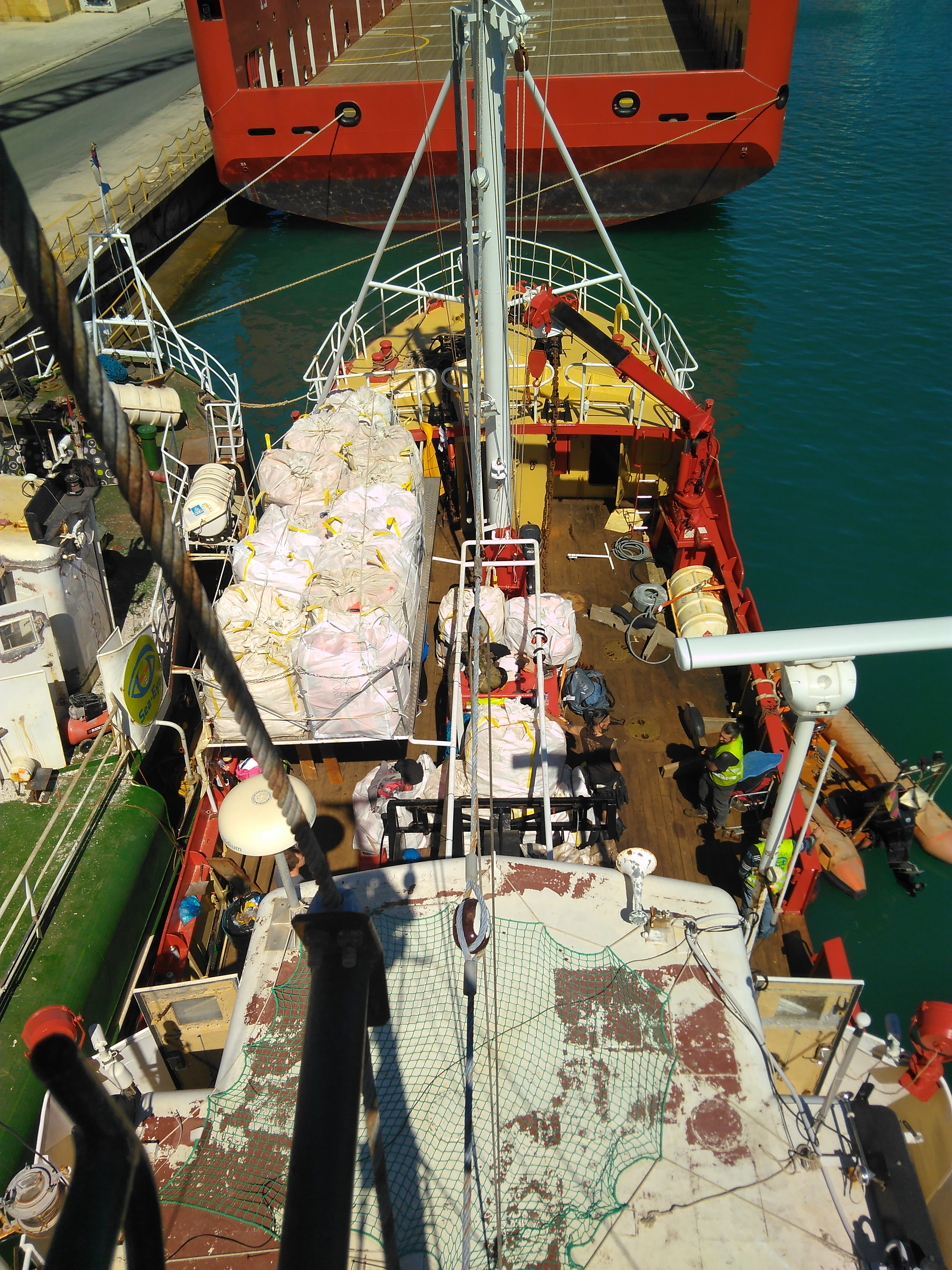
2018 mit Beladung für die Seenotrettung

Der 26,5-m-Kutter wurde auf der Elbewerft Boizenburg gebaut und lief 1958 vom Stapel. Es wurde im Januar 1959 als SAS 316, Heringshai in Dienst gestellt. Eigner und Betreiber war der VEB Fischfang Saßnitz. Vom gleichen Schiffstyp wurden zunächst auf der Volkswerft Stralsund und später auf der Elbewerft Boizenburg 50 Stück gebaut. Der Kutter hat eine Länge von 26,50 Meter, weswegen er umgangssprachlich „Sechsundzwanziger“ genannt wurde. Fischereigebiet der Heringshai war in erster Linie die Nordsee und die Ostsee. Bis 1991 war sie im Fischereibetrieb im Einsatz.
1993 wurde das Schiff verkauft und in Seefuchs umbenannt und kam als Museumsschiff in den Museumshafen Greifswald. Da im Zuge des Baus des Sperrwerks in Wieck die Fahrwassertiefe des Ryck verringert wurde, mussten mehrere Schiffe den Museumshafen verlassen. Aus diesem Grund kam die Seefuchs 2014 nach Stralsund. Über diese Zeit existiert auch ein Filmdokument.
Im Zuge der humanitären Notlage und angesichts zahlreicher Ertrinkender im Zusammenhang mit der Einwanderung über das Mittelmeer in die EU kaufte 2017 die Nichtregierungsorganisation Sea-Eye das Schiff. Bis Ende 2018 wurde das ehemalige Museumsschiff nach einigen Umbauten für Rettungsaktionen im Mittelmeer eingesetzt.
Am 21. Juni 2018 verkündete der italienische Innenminister Matteo Salvini (Lega Nord), dass die Seefuchs sowie die Lifeline der gleichnamigen Dresdner Organisation italienische Häfen nicht mehr anlaufen dürfen. Salvini sagte, Italien werde dem „illegalen Einwanderungsgeschäft“ nicht länger Beihilfe leisten, die Organisationen müssten sich andere Häfen zum Anlegen suchen. Verkehrsminister Danilo Toninelli (MoVimento 5 Stelle) kündigte anschließend die Beschlagnahme beider Schiffe zum Zwecke einer Registrierungsüberprüfung an, da die Vertretung der Niederlande bei der Europäischen Union erklärt hatte, diese seien nicht in den niederländischen Registern verzeichnet.
Laut Pressemitteilungen ließ Malta im September 2018 gegenüber Sea-Eye verlauten, der Seefuchs die Ausfahrt nur dann zu genehmigen, wenn der Verein unter anderem eine „starke, formelle und offizielle Erklärung“ abgibt, sich nicht mehr an Search-and-Rescue-Operationen (SAR) zu beteiligen. Der einzige Zweck der Abfahrt sollte ein Transfer des Schiffs nach Deutschland sein. Am 23. November wurde bekannt, dass Malta die Seefuchs nach sechs Monaten Festhalten bedingungslos freigibt. Zuvor war am 19. November 2018 ein Flaggenwechsel von den Niederlanden auf Deutschland erfolgt.
Das Schiff wurde im März 2019 an die spanische Organisation Proem Aid verschenkt und soll dort unter dem Namen Life eingesetzt werden.